# Småtind
Småtind är en bergstopp i Antarktis. Den ligger i Östantarktis. Norge gör anspråk på området. Toppen på Småtind är 1 533 meter över havet.
Terrängen runt Småtind är varierad. Trakten är obefolkad. Det finns inga samhällen i närheten. 